# El nombre (teatro)

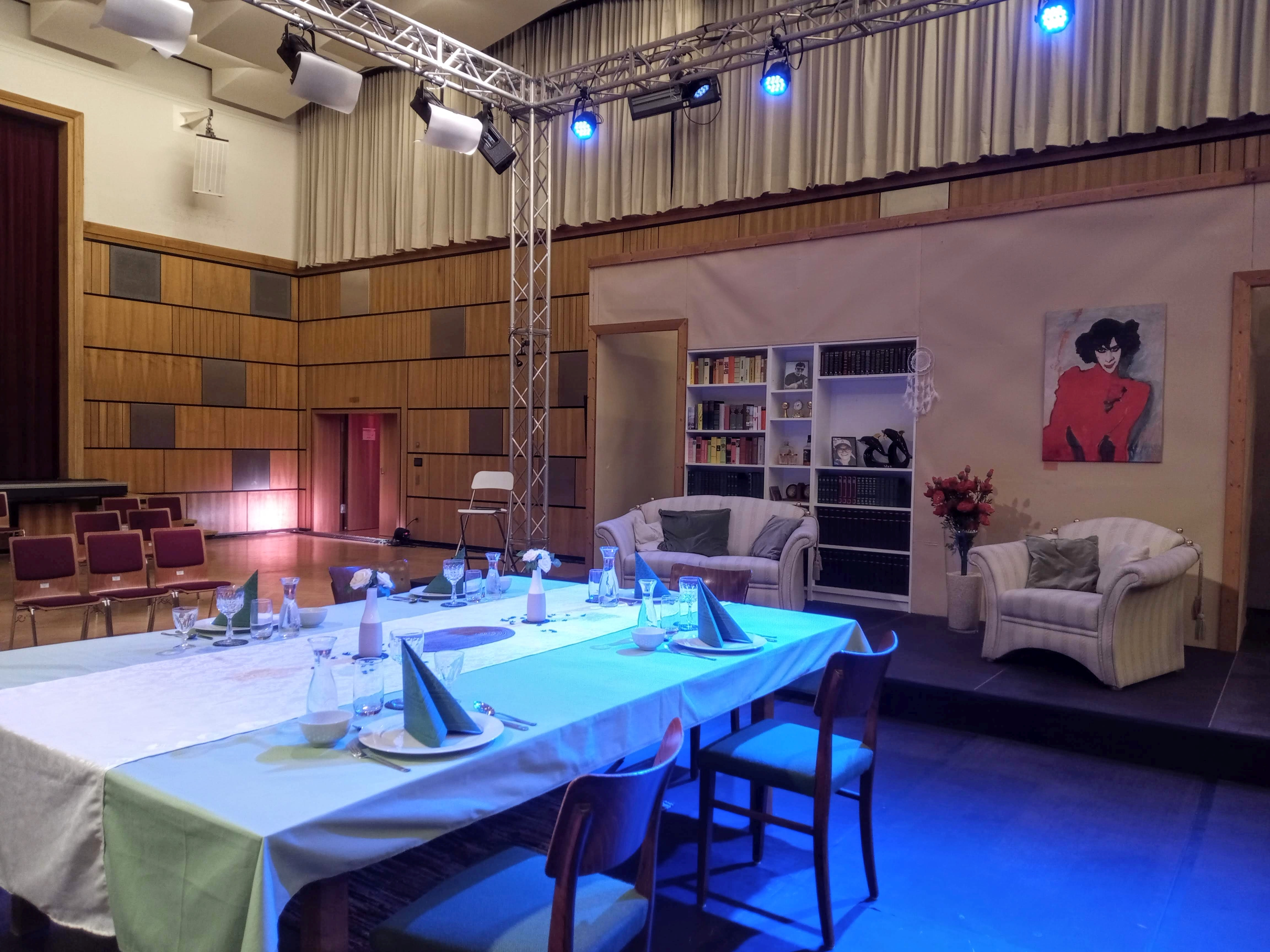
Escenografía para la comedia “Der Vorname” en la producción de Waldbühne Sigmaringendorf 2020; grabado en el Donau-Lauchert-Halle Sigmaringendorf

El nombre, título original Le prénom, es una obra de teatro escrita por los dramaturgos franceses Matthieu Delaporte y Alexandre de la Patellière. Se estrenó, en el teatro Eduardo VII de París en septiembre de 2010 y fue uno de los mayores éxitos de la temporada con 243 presentaciones. En 2012 se realizó la versión cinematográfica con el mismo título fiel al texto teatral y que consiguió 2 premios Cesar tras estar nominada a cinco de ellos.

## Sinopsis
Vincent, cuarentón y triunfador, va a ser padre por primera vez. Invitado a cenar a la casa de Élisabeth y Pierre, su hermana y su marido, se encuentra con Claude, un amigo de la infancia. Mientras Vincent espera a Anna, su joven esposa, los demás le hacen preguntas sobre su próxima paternidad. Pero cuando le preguntan si ya ha elegido un nombre para el niño, su respuesta sume a la familia en un caos.

## Estreno
El estreno de El nombre se realizó septiembre de 2010 en el teatro parisino Eduardo VII y fue muy bien acogida por el público. Se mantuvo en cartel durante hasta junio del año siguiente y se realizaron  243 representaciones. Fue dirigida por Bernard Murat.

### Ficha técnica
- Dirección: Bernard Murat
- Escenografía: Nicolas Sire (talleres Marigny, con la colaboración de Denis Cavalli, Ghislène Jolivet, Sean Dumbar y Hélène Vaillant)
- Música: Benjamin Murat (interpretación: Manuel Peskine piano, Jean-François Ludovicus batterie, François Fuchs contrebasse, Laurent Dessaint saxofón y trompeta, Frédéric Moreau, les Violons de France)
- Vestuario : Emmanuelle Youchnovski
- Iluminación: Laurent Castaingt
- Ilustración sonora: Francine Ferrer
- Asistencia en escena: Léa Moussy
- Grafismo: Claire Bretécher[2] y realizada por Thérèse Troïka[3]

### Elenco
- Vincent : Patrick Bruel
- Élisabeth (Babou) : Valérie Benguigui
- Pierre : Jean-Michel Dupuis
- Claude : Guillaume de Tonquédec
- Anna : Judith El Zein

### Nominaciones a los premios  Molières 2011
- Molière de la pièce comique
- Jean-Michel Dupuis au Molière du comédien dans un second rôle
- Guillaume de Tonquédec au Molière du comédien dans un second rôle
- Valérie Benguigui au Molière de la comédienne dans un second rôle
- Matthieu Delaporte et Alexandre de la Patellière au Molière de l'auteur francophone vivant
- Bernard Murat au Molière du metteur en scène

## Versiones
Se han realizado versiones teatrales en diferentes países e idiomas.

### Argentina
Le prènom (El nombre)  (2013-2015)
- Elenco: German Palacios (reemplazado luego por Federico D'Elia en la temporada de 2015), Carlos Belloso, Jorgelina Aruzzi, Peto Menahem, Mercedes Funes,
- Dirección: Arturo Puig
- Adaptación: Fernando Masllorens, Federico Gonzalez del Pino[4]

### España
El nombre (2014)
- Producción: Carlos Larrañaga, Nicolás Belmonte y Alicia Álvarez
- Elenco: Amparo Larrañaga (Isabel), Jorge Bosch (Vicente), Antonio Molero (Pedro), César Camino (Carlos) y Kira Miró (Ana)
- Versión de Jordi Galcerán.
- Dirección: Gabriel olivares
- Escenografía: Joan Sabaté
- Iluminación: Txema Orriols
- Caracterización: Toni Santos
- Sonido: Damian Bazin
- Estilismo: Rosa Solano
- Fotografía: Sergio Parra
- Diseño gráfico: Francisco Javier Franco y Diego martín
- Dirección Técnica: David González
- Aydte. Dirección: Venci Kostov[5]

El nombre  (2017)
- Producción: GL PRODUCCIONES
- Elenco: Jesús Calvo (Vidente),  Pedro Morales (Pedro), Gloria López (Elisa),  Orencio Ortega (Claudio) y May Pascual (Anna)
- Dirección y Versión: Daniel Veronese
- Traducción: Gretel Stuyck
- Iluminación: Macarena Márquez
- Diseño Gráfico: Manolo Cuervo
- Diseño Escenografía: Diagrama Diseño SL
- Diseño y realización de vestuario: Paco Cañizares
- Fotografía: Luis Castilla[6]